# Ishidaella naomiae
Ishidaella naomiae är en insektsart som först beskrevs av Evans 1938.  Ishidaella naomiae ingår i släktet Ishidaella och familjen dvärgstritar. Inga underarter finns listade i Catalogue of Life.